# Fiat Professional
Fiat Professional er mærket på Fiat Automobiles' division for lette erhvervskøretøjer. Mærket blev introduceret 17. april 2007 og afløste det tidligere mærke "Fiat Veicoli Commerciali".

## Erhvervsmodeller

### Fiat Doblò
Fiat Doblò er en varebil og et leisure activity vehicle fremstillet af Fiat siden 2001 og introduceret på Paris Motor Show i 2000.

### Fiat Ducato
Fiat Ducato er en stor varebil fremstillet på SEVEL-fabrikkerne i Italien og Brasilien, og siden 2008 også på licens i Elabuga, Rusland af bilfabrikanten Sollers JSC (tidligere Severstal Auto).

### Fiat Scudo
Fiat Scudo er en let varebil fremstillet i joint venture med PSA Peugeot Citroën siden 1995, og i anden generation siden 2006.

### Fiat Fiorino/Qubo
Fiat Fiorino er et modelnavn, som Fiat giver til varebiler afledt af deres minibiler. Fiorino har den største lasteevne i sin klasse, og findes også i en personbilsudgave, Qubo.

### Fiat Strada
Fiat Strada er en varebilsudgave af Fiats "verdensbilsprojekt", Palio. Modellen fremstilles i Brasilien og eksporteres til Europa, hvor den sælges som Fiat Strada Malibu.